# Đường lên đỉnh Olympia năm thứ 8
Đường lên đỉnh Olympia năm thứ 8, thường được gọi tắt là Olympia 8 hay O8 là năm thứ tám của cuộc thi Đường lên đỉnh Olympia dành cho học sinh trung học phổ thông do Đài Truyền hình Việt Nam tổ chức. Cuộc thi năm thứ 8 được phát sóng trên kênh VTV3 từ ngày 22 tháng 4 năm 2007 và kết thúc với trận chung kết được truyền hình trực tiếp vào ngày 27 tháng 4 năm 2008. Nguyễn Kiều Anh trở thành người dẫn chương trình trong 12 cuộc thi đầu tiên của Quý 1, và được thay thế bởi Bùi Khánh Chi cho phần còn lại của cuộc thi. Đây cũng là lần đầu tiên chương trình có sự xuất hiện của các MC phụ dẫn.
Nhà vô địch của năm thứ 8 là thí sinh Huỳnh Anh Vũ đến từ Trường Trung học phổ thông Tăng Bạt Hổ, Bình Định với số điểm 325 trong trận chung kết năm, một kỷ lục của các cuộc thi chung kết (cho đến khi Hồ Đắc Thanh Chương, nhà vô địch năm thứ 16, phá kỷ lục với 340 điểm).

## Luật chơi

### Khởi động
Mỗi thí sinh trả lời 10 câu hỏi dưới dạng điền vào chỗ trống trong vòng 1 phút. Trả lời đúng mỗi câu được 10 điểm, sai không bị trừ điểm.
Điểm tối đa là 100 điểm.

### Vượt chướng ngại vật
Có 8 từ hàng ngang, cũng chính là 8 gợi ý để giải ra một từ chìa khóa. Các thí sinh lần lượt chọn một từ hàng ngang và có 15 giây để trả lời câu hỏi tương ứng từ hàng ngang đó. Thí sinh trả lời đúng được 10 điểm (cộng thêm 5 điểm nếu là người lựa chọn). Nếu không có thí sinh nào trả lời đúng từ hàng ngang, từ hàng ngang đó sẽ không được lật mở.
Thí sinh có quyền bấm chuông trả lời chướng ngại vật bất cứ lúc nào. Trả lời đúng từ chìa khóa trong vòng 2 từ hàng ngang đầu tiên nhận được 80 điểm. Trả lời đúng từ chìa khóa trong vòng 8 từ hàng ngang nhận được 40 điểm. Nếu hết cả tám từ hàng ngang mà không ai có câu trả lời cho từ chìa khóa, MC sẽ đưa ra gợi ý cuối cùng. Trả lời đúng từ chìa khóa sau khi MC đưa ra gợi ý cuối cùng sẽ chỉ nhận được 20 điểm. Nếu trả lời sai từ chìa khóa, thí sinh sẽ bị loại khỏi phần chơi này.
Ngoài ra, có một ô mạo hiểm với gợi ý rất gần với từ chìa khóa sẽ được đưa ra trước khi xuất hiện các từ hàng ngang. Ô mạo hiểm chỉ tồn tại trong vòng 5 giây và chỉ dành cho thí sinh lựa chọn ô mạo hiểm nhanh nhất. Thí sinh đã chọn ô mạo hiểm sẽ nhận được câu hỏi tương ứng với ô mạo hiểm và có 15 giây để trả lời bằng máy tính (chỉ có MC, khán giả truyền hình và thí sinh đó được biết câu hỏi này). Sau đó, thí sinh sẽ có 30 giây để trả lời chướng ngại vật. Thí sinh giải ra từ chìa khóa sau ô mạo hiểm sẽ nhận được 120 điểm. Tuy nhiên, nếu thí sinh trả lời sai từ chìa khóa, thí sinh sẽ bị chia đôi số điểm và mất quyền chơi phần thi này.
Điểm tối đa là 130 điểm.

### Tăng tốc
Có 4 câu hỏi được đưa ra, mỗi câu các thí sinh có 30 giây để trả lời bằng máy tính. Thí sinh trả lời đúng và nhanh nhất được 40 điểm, đúng và nhanh thứ 2 được 30 điểm, đúng và nhanh thứ 3 được 20 điểm, đúng và nhanh thứ 4 được 10 điểm.
3 loại câu hỏi được sử dụng trong phần thi này:
- 1 câu hỏi IQ (câu số 3): Các dạng câu hỏi ở dạng này rất rộng, bao gồm tìm số khác trong dãy số, tìm hình khác nhất so với các hình đã cho, tìm quy luật để điền hình đúng, giải mật mã,... với nhiều lựa chọn. Sau mỗi 10 giây, một số đáp án sai sẽ bị lược đi.
- 2 câu hỏi đoạn băng (câu số 1 và câu số 4): Các bức ảnh, dữ kiện được đưa ra theo thứ tự ngày càng chi tiết. Bằng các gợi ý này, thí sinh phải trả lời các câu hỏi như: "Đây là ai", "Đây là địa danh nào", "Đây là loài vật nào",...
- 1 câu hỏi tiếng Anh (câu số 2): Các thí sinh được xem một đoạn băng liên quan tới câu hỏi. Có 3 gợi ý, cứ mỗi 10 giây lại đưa ra một dữ kiện.

Điểm tối đa là 160 điểm.

### Về đích
Có 3 gói câu hỏi với các mức 40, 60, 80 điểm, trong đó gói 40 điểm gồm 4 câu hỏi 10 điểm, gói 60 điểm gồm 2 câu hỏi 10 điểm và 2 câu hỏi 20 điểm, gói 80 điểm gồm 1 câu hỏi 10 điểm, 2 câu hỏi 20 điểm và 1 câu hỏi 30 điểm. Thời gian suy nghĩ và trả lời của câu 10 điểm là 10 giây, câu 20 điểm là 15 giây, câu 30 điểm là 20 giây.
Thí sinh đang trả lời gói câu hỏi của mình phải đưa ra câu trả lời trong thời gian quy định của chương trình. Nếu không trả lời được câu hỏi thì các thí sinh còn lại có 5 giây để bấm chuông giành quyền trả lời. Trả lời đúng được cộng thêm số điểm của câu hỏi từ thí sinh đang thi, trả lời sai cả hai sẽ không bị trừ điểm
Thí sinh có quyền được đặt ngôi sao hy vọng một lần trước bất kỳ câu hỏi nào. Trả lời đúng được gấp đôi số điểm, trả lời sai bị trừ đi đúng số điểm của câu hỏi đặt ngôi sao hy vọng.
Điểm tối đa là 350 điểm, trong trường hợp cả 4 thí sinh cùng chọn gói 80 điểm.

## Các số phát sóng
| Màu sắc sử dụng trong các bảng kết quả                  |
| ------------------------------------------------------- |
| Thí sinh đạt giải nhất và trực tiếp lọt vào vòng trong  |
| Thí sinh lọt vào vòng trong nhờ có số điểm nhì cao nhất |
| Thí sinh vô địch trong trận Chung kết Năm               |

### Trận 1: Tuần 1 -  Tháng 1 - Quý 1
Phát sóng: 10 giờ ngày 22 tháng 4 năm 2007
| Họ và tên thí sinh | Trường                          | Khởi động | VCNV | Tăng tốc | Về đích | Tổng điểm |
| ------------------ | ------------------------------- | --------- | ---- | -------- | ------- | --------- |
| Nguyễn Thành Duyên | THPT Vĩnh Cửu, Đồng Nai         | 30        | 45   | 70       | -20     | 125       |
| Trần Hoa Quỳnh     | THPT Nhân Chính, Hà Nội         | 20        | 65   | 80       | 90      | 255       |
| Đặng Thế Anh       | THPT Hữu Lũng, Lạng Sơn         | 10        | 60   | 50       | 20      | 140       |
| Vũ Huyền My        | THPT Chuyên Hạ Long, Quảng Ninh | 50        | 25   | 80       | -20     | 135       |

### Trận 7: Tuần 3 - Tháng 2 - Quý 1
Phát sóng: 10 giờ ngày 3 tháng 6 năm 2007
| Họ và tên thí sinh     | Trường                                   | Khởi động | VCNV | Tăng tốc | Về đích | Tổng điểm |
| ---------------------- | ---------------------------------------- | --------- | ---- | -------- | ------- | --------- |
| Nguyễn Dương Quỳnh Anh | THPT Chuyên Nguyễn Bỉnh Khiêm, Quảng Nam | 20        | 50   | 110      | 40      | 220       |
| Bùi Đức Ngọt           | THPT Ba Đình, Thanh Hoá                  | 30        | 10   | 40       | 40      | 120       |
| Phan Ngọc Minh         | THPT Long Thành, Đồng Nai                | 40        | 25   | 20       | 30      | 115       |
| Đào Văn Đại            | THPT Quỳnh Côi, Thái Bình                | 60        | 40   | 40       | 30      | 170       |

### Trận 19: Tuần 2 - Tháng 2 - Quý 2
Phát sóng: 10 giờ ngày 2 tháng 9 năm 2007
| Họ và tên thí sinh | Trường                                    | Khởi động | VCNV | Tăng tốc | Về đích | Tổng điểm |
| ------------------ | ----------------------------------------- | --------- | ---- | -------- | ------- | --------- |
| Châu Mỹ Trinh      | PT Thực Hành, ĐH Sư Phạm, TP. Hồ Chí Minh | 20        | 10   | 40       | 10      | 80        |
| Võ Công Duy        | THPT Số 2 Đức Phổ, Quảng Ngãi             | 20        | 50   | 90       | 20      | 180       |
| Phạm Hải Triều     | THPT Thái Phiên, Hải Phòng                | 40        | 45   | 80       | 20      | 185       |
| Lê Thị Thúy Loan   | THPT Đào Duy Từ, Thanh Hóa                | 40        | -20  | 110      | 0       | 130       |

### Trận 21: Tháng 2 - Quý 2
Phát sóng: 10 giờ ngày 16 tháng 9 năm 2007
| Họ và tên thí sinh | Trường                               | Khởi động | VCNV | Tăng tốc | Về đích | Tổng điểm |
| ------------------ | ------------------------------------ | --------- | ---- | -------- | ------- | --------- |
| Nguyễn Hải Nam     | THPT Chuyên Nguyễn Huệ, Hà Tây       | 40        | 85   | 110      | 30      | 265       |
| Phạm Hải Triều     | THPT Thái Phiên, Hải Phòng           | 20        | -10  | 80       | 40      | 130       |
| Nguyễn Tuấn Kiên   | THPT Chuyên Thái Nguyên, Thái Nguyên | 30        | 25   | 20       | 80      | 155       |
| Võ Công Duy        | THPT Số 2 Đức Phổ, Quảng Ngãi        | 30        | 10   | 30       | -10     | 60        |

### Trận 35: Tuần 1 - Tháng 3 - Quý 3
Phát sóng: 10 giờ ngày 23 tháng 12 năm 2007
| Họ và tên thí sinh | Trường                                 | Khởi động | VCNV | Tăng tốc | Về đích | Tổng điểm |
| ------------------ | -------------------------------------- | --------- | ---- | -------- | ------- | --------- |
| Trần Thị Thùy Linh | THPT Tây Tiền Hải, Thái Bình           | 30        | 70   | 100      | 70      | 270       |
| Nguyễn Nhật Anh    | THPT Long Thành, Đồng Nai              | 40        | 90   | 130      | 30      | 290       |
| Hoàng Cao Trung    | THPT Nguyễn Trãi - Thường Tín, Hà Nội  | 20        | 35   | 30       | 0       | 85        |
| Lê Thùy Dương      | THPT Chuyên Hà Nội - Amsterdam, Hà Nội | 30        | -15  | 80       | -30     | 65        |

### Trận 48: Tuần 1 - Tháng 3 - Quý 4
Phát sóng: 10 giờ ngày 23 tháng 3 năm 2008
| Họ và tên thí sinh | Trường                                     | Khởi động | VCNV | Tăng tốc | Về đích | Tổng điểm |
| ------------------ | ------------------------------------------ | --------- | ---- | -------- | ------- | --------- |
| Bùi Thị Hoài       | THPT Lê Quý Đôn, Thái Bình                 | 10        | 20   | 20       | -40     | 10        |
| Phạm Vũ Lộc        | THPT Chuyên Hà Nội - Amsterdam, Hà Nội     | 60        | 45   | 130      | 150     | 385       |
| Đỗ Thị Kiều Oanh   | THPT Nguyễn Xuân Ôn, Nghệ An               | 60        | 55   | 60       | -20     | 155       |
| Lê Anh Đảo         | THPT Chuyên Lê Hồng Phong, TP. Hồ Chí Minh | 90        | 0    | 100      | -10     | 180       |

### Trận 51: Tháng 3 - Quý 4
Phát sóng: 10 giờ ngày 13 tháng 4 năm 2008
| Họ và tên thí sinh   | Trường                                 | Khởi động | VCNV | Tăng tốc | Về đích | Tổng điểm |
| -------------------- | -------------------------------------- | --------- | ---- | -------- | ------- | --------- |
| Phạm Vũ Lộc          | THPT Chuyên Hà Nội - Amsterdam, Hà Nội | 70        | 20   | 160      | -10     | 240       |
| Nguyễn Hà Minh Khanh | THPT Chuyên Lý Tự Trọng, Cần Thơ       | 40        | 50   | 0        | 80      | 170       |
| Nguyễn Lê Duy        | THPT Chuyên Nguyễn Huệ, Hà Tây         | 50        | 25   | 30       | 110     | 215       |
| Lê Đình Anh          | THPT Như Thanh, Thanh Hoá              | 30        | 10   | 20       | 50      | 110       |

### Trận 52: Quý 4
Phát sóng: 10 giờ ngày 20 tháng 4 năm 2008
| Họ và tên thí sinh | Trường                                 | Khởi động | VCNV | Tăng tốc | Về đích | Tổng điểm |
| ------------------ | -------------------------------------- | --------- | ---- | -------- | ------- | --------- |
| Phạm Vũ Lộc        | THPT Chuyên Hà Nội - Amsterdam, Hà Nội | 20        | 15   | 100      | 50      | 185       |
| Nguyễn Lê Duy      | THPT Chuyên Nguyễn Huệ, Hà Nội         | 50        | 25   | 80       | 60      | 215       |
| Hoàng Tuấn Nam     | THPT Lê Trực, Quảng Bình               | 30        | 90   | 50       | 30      | 200       |
| Lê Thuỳ Vân        | THPT Vũng Tàu, Bà Rịa - Vũng Tàu       | 30        | 20   | 100      | 10      | 160       |

### Trận 53: Chung kết năm
| Thí sinh        | Trường                                 | Khởi động | VCNV | Tăng tốc | Về đích | Tổng điểm |
| --------------- | -------------------------------------- | --------- | ---- | -------- | ------- | --------- |
| Lê Trung Hiếu   | THPT Chuyên Trần Phú, Hải Phòng        | 30        | 35   | 70       | 20      | 155       |
| Huỳnh Anh Vũ    | THPT Tăng Bạt Hổ, Bình Định            | 70        | 75   | 100      | 80      | 325       |
| Nguyễn Lê Duy   | THPT Chuyên Nguyễn Huệ, Hà Tây         | 50        | 20   | 70       | 110     | 250       |
| Nguyễn Mạnh Tấn | THPT Chuyên Quốc học, Thừa Thiên - Huế | 50        | 35   | 140      | -20     | 205       |

- Dẫn chương trình tại các điểm cầu: Phan Quỳnh Trang (điểm cầu Hải Phòng), Nguyễn Hữu Việt Khuê (điểm cầu Hà Nội), Nguyễn Diệp Chi (điểm cầu Thừa Thiên Huế), Nguyễn Khắc Cường (điểm cầu Bình Định).[10]